# Polyuc
Polyuc är en ort i Mexiko.   Den ligger i kommunen Felipe Carrillo Puerto och delstaten Quintana Roo, i den östra delen av landet, 1 100 km öster om huvudstaden Mexico City. Polyuc ligger 21 meter över havet och antalet invånare är 1 226.
Terrängen runt Polyuc är mycket platt. Runt Polyuc är det mycket glesbefolkat, med 4 invånare per kvadratkilometer. Närmaste större samhälle är Chunhuhub, 4,1 km sydväst om Polyuc. I omgivningarna runt Polyuc växer i huvudsak städsegrön lövskog.